# Drigungklosteret
30°06′23″N 91°12′18″Ø / 30.10639°N 91.20500°Ø
Drigungklosteret er et kendt kloster som ligger i Tibet og som mest er kendt for at udføre himmelbegravelser. Klosterets fulde navn er Drigungtil Ogmin Jangchubling kloster og er opkaldt etter klosterets beliggenhed i en dal cirka 150 km øst for Lhasa i Drigung-distriktet.
Klosteret blev grundlagt i 1179 af Drigung Kyobpa Jigten-gonpo-rinchenpel  (1143-1217) eller Kyobpa Rinpoche som han også bliver kaldt. Klosteret blev renoveret i 1980 men klostrets oprindelige udsende er godt bevaret. 